# Từ điển trực tuyến miễn phí về máy tính
Từ điển trực tuyến miễn phí về máy tính (tiếng Anh: Free On-line Dictionary of Computing - FOLDOC) là một từ điển bách khoa, tìm kiếm, trực tuyến về các chủ đề máy tính.

## Lịch sử
FOLDOC được thành lập vào năm 1985 bởi Denis Howe và được tổ chức bởi Imperial College London. Vào tháng 5 năm 2015, trang web đã được cập nhật để nói rằng nó "không còn được hỗ trợ bởi Imperial College Department of Computing". Howe đã từng là tổng biên tập kể từ khi bắt đầu từ điển, với khách truy cập vào trang web có thể đưa ra đề xuất bổ sung hoặc chỉnh sửa bài viết.